# Hang Seng Bank Tower
Pour les articles homonymes, voir Hang Seng (homonymie) et Seng.
La Hang Seng Bank Tower, aussi appelée Shanghai Sen Mao International Building est un gratte-ciel de 203 mètres construit en 1998 à Shanghai en Chine.
Les architectes sont les sociétés East China Architectural Design & Research Institute Co. Ltd., Fujita Corporation et Mori Biru Architects & Engineers